# Мю Жертвенника c
Мю Жертвенника c (известна также как Mu Arae c, μ Ara c, HD 160691 c, Дульсинея) — планета-гигант, вращающаяся вокруг жёлтого карлика, в созвездии Жертвенник на расстоянии 50,6 св.л. от Земли. Открыта в 2004 году методом доплеровской спектроскопии. Орбитальные параметры определены неокончательно, существует несколько возможных вариантов, наиболее вероятный из которых следующий: период обращения 9.6386 ± 0.0015 суток, большая полуось орбиты 0.09 а. е., эксцентриситет 0,57 ± 0,1 (сильно вытянутая орбита), аргумент перицентра (омега) (161 ± 8)°. Масса 0,03321 Юпитера.